# Guglielmo Amedeo Lori
Guglielmo Amedeo Lori (Pisa, 6 novembre 1869 – Viareggio, 13 gennaio 1913) è stato un pittore italiano.

## Biografia
Finite le scuole superiori si iscrive all'Istituto delle Belle Arti di Lucca. 

Le sue prime prove pittoriche sono all'insegna di moduli tipicamente postmacchiaioli, con frequentazione di artisti come Francesco Fanelli e Ferruccio Pagni, che lo coinvolgono nell'attività culturale del Club della Bohème, che si muove attorno alla figura del musicista Giacomo Puccini. 
L'amicizia con il pittore Antonio Discovolo è importante per la maturazione artistica  e professionale di Lori. Insieme lavorano nelle Cinque Terre, dove approntano e perfezionano un linguaggio con forti inflessioni divisioniste. 
Per questo Lori diviene uno degli esponenti di maggior rilievo del Divisionismo toscano.
Il premio alla sua evoluzione artistica non tarda a venire e si concretizza nell'invito alla Biennale di Venezia del 1907 e all'Esposizione Internazionale di Roma del 1911.